# 22 мм граната

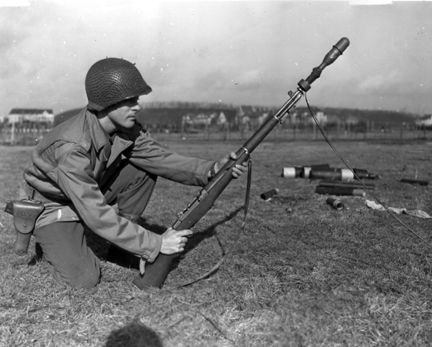
Гранатомет M7 з 22 мм гранатою на гвинтівці M1 Garand.

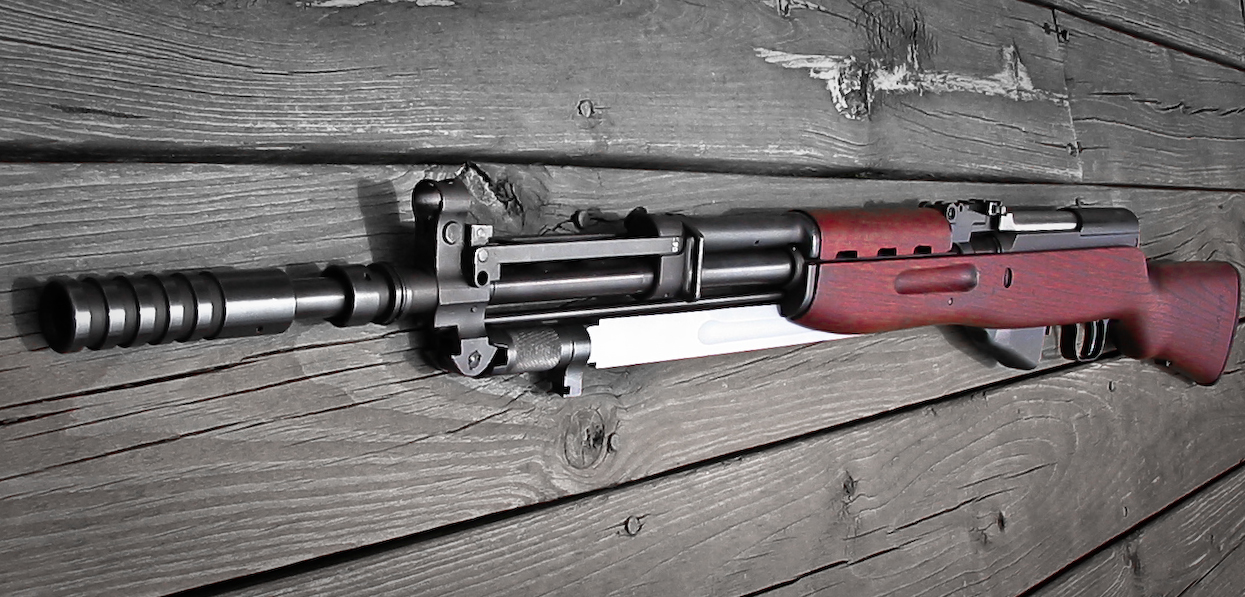
22 мм гранатомет на югославській гвинтівці M59/66 (СКС)

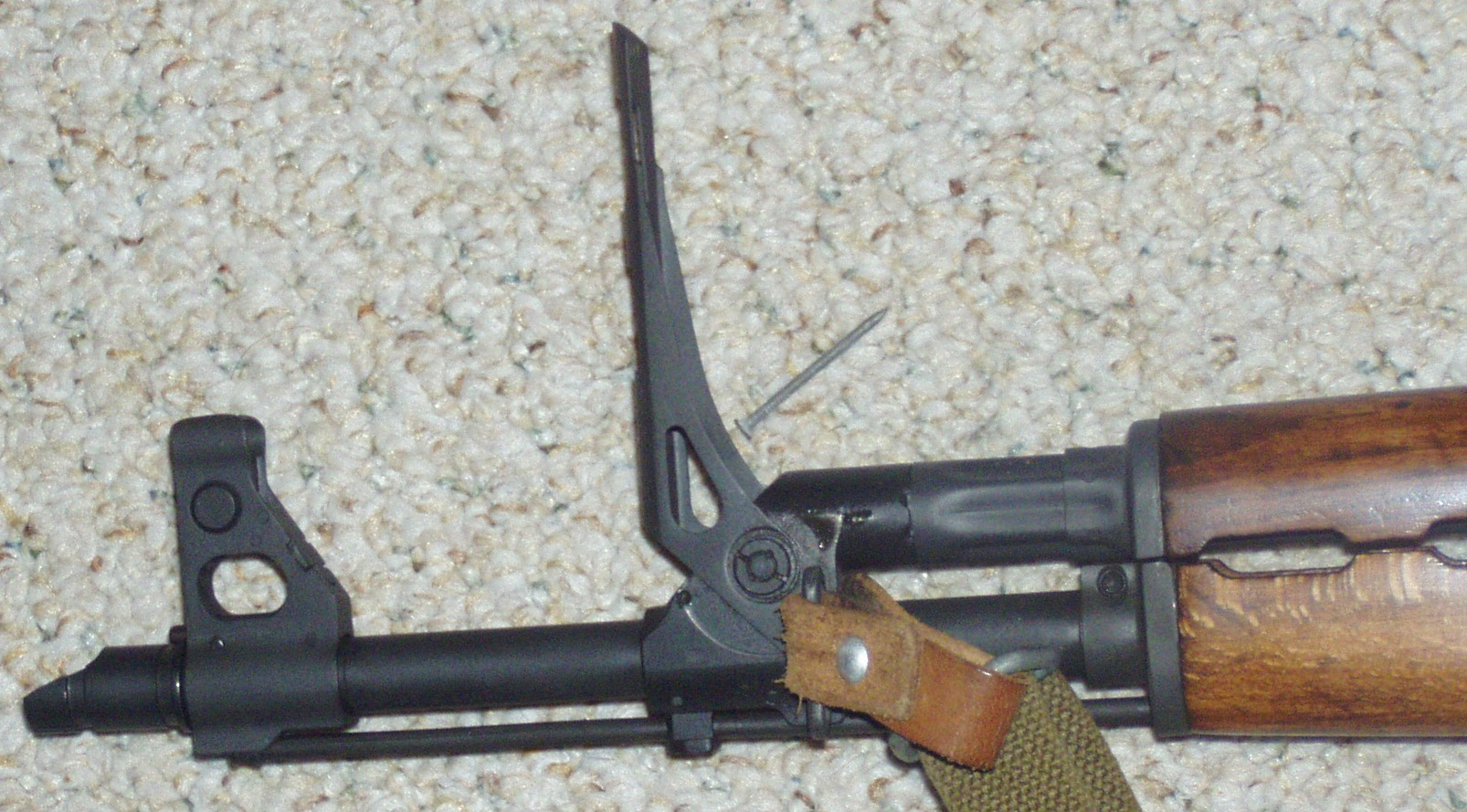
Гвинтівка Застава M70 з піднятим гранатометним прицілом.

22 мм гвинтівкова граната встановлюється над ударно-спусковим механізмом на передній частині гвинтівок, оснащених відповідною пусковою установкою втулкового типу, у вигляді вбудованого полум'ягасника або відйомного адаптера. Як і більшість гвинтівкових гранат, вона рухається за допомогою холостого набою який заряджають у патронник гвинтівки. 22 мм граната може варіюватися від потужних протитанкових набої до простих ребристих трубок з осколковою ручною гранатою, яка прикріплена на кінці. "22 мм" це діаметр основи труби, яка відповідає патрубку пускової установки, а не до діаметру секції боєголовки, яка набагато ширша.
Таке вимірювання відрізняється від вимірювання звичайних гранат, наприклад, американська 40 мм граната, яку вимірюються в найширшому місці, оскільки ними стріляють зі стволів, як у звичайній зброї. Таким чином, 22-мм гвинтівкова граната може бути настільки ж потужною, як і 40-мм, незважаючи на, здавалося б, менший розмір. 22 мм граната працює за принципом стрижневої мортири; труба дещо менша за 22 мм прикріплена до кінця гвинтівкового стволу, яка служить стрижнем і має отвір для вільного проходження кулі при пострілі. Граната складається з важкої боєголовки діаметром 30-50 мм в носовій частині та легкої порожньої труби у хвостовій частині. Внутрішній діаметр цієї трубки становить 22 мм, і одягається на насадку для трубки на дуловому зрізі з невеликим люфтом, щоб створити гарне газове ущільнення і підвищити точність. Як правило, існує серія кілець, нанесених по периметру труби, які служать в якості перегородок для унеможливлення викиду будь-яких газів високого тиску, що утворюються при запуску, до тих пір, поки граната не вийде з пускової установки, а іноді і металеве кільце ущільнювача для створення остаточного кріплення і зафіксувати гранату на місці, поки тиск не підніметься досить високо.

## Використання
Для того щоб вистрілити гранатою, спочатку треба зарядити холостий набій. На деяких гвинтівках з відведенням порохових газів є пристрій який блокує рух газового поршню, щоб унеможливити постріл бойовим набоєм, який може підхопити затвор з магазина, а також щоб запобігти витіку газів, що може вплинути на точність та дальність польоту гранати. Хвостова частина гранати одягається на дульну насадку, де вона фіксується так, що прицільна мітка знаходиться зверху. Гвинтівка вирівнюється по цілі, прикладається до землі (як показано на фотографії вище) і тримається під правильним кутом для забезпечення правильної балістичної траєкторії - навик, який необхідно опанувати на тренуванні. Це можно робити на око, як на фотографії, але деякі гвинтівки, наприклад, югославська M59/66 (СКС) та Zastava M70, мають вбудовані відкидні сходинкові приціли, які дозволяють точно визначати дальність пострілу, створюючи градуйовані серії «сходинок», які відповідають різним відстаням. Гвинтівка вирівнюється по мішені, і стрілець дивиться крізь "сходинку" прицілу, регулюючи кут, поки прицільна мітка на кінчику гранати не збігається з потрібною відстанню прицілу. Після натискання на спусковий гачок, гази на великій швидкості рухаються стволом, коли вони натикаються на гранату, швидкісні гази низького тиску перетворюються на повільні гази високого тиску дуже швидко, які виштовхують гранату на відносно високій швидкості, після чого вона починає рухатися по балістичній дузі до цілі. Гвинтівкову гранату не можна легко або безпечно вистрілити прямо по цілі, стріляти потрібно лише по балістичній дузі; чим ближче ціль, тим під вищим кутом треба тримати гвинтівку, майже як мортиру.

## Прийняття
Першими гвинтівками де використали 22 мм гранату стали американські Springfield M1903, M1 Garand та M1 Carbine, для всіх них був потрібен адаптер (відповідно гранатомети M1, M7 та M8). Після створення НАТО, 22 мм граната стала стандартною гвинтівковою гранатою. Французи випускали 22 мм гранати для стрільби набоями 7.62×51 mm NATO з 1956 року. Багато видів стрілецької зброї НАТО, наприклад, західнонімецький Heckler & Koch G3, французькі MAS-36/51, MAS-49/56 та FAMAS, британський SA80 та американський M16/M4 можуть стріляти 22 мм гранатами без адаптерів. Гвинтова нарізка діаметром 22 мм для цих гвинтівок також зазначена, як "дуловий пристрій STANAG" для полум'ягасників та інших насадок, які продають на цивільному ринку.
Дві країни не члени НАТО, Югославія та Іспанія, виробляли місцеві гвинтівки, наприклад, югославський СКС, M70 та іспанський CETME (які передували вступу Іспанії до НАТО) також сумісні з 22 мм гвинтівковими гранатами. Тому їхні можуть використовувати гвинтівкові гранати M60 та Instalaza відповідно. Ізраїль та Норвегія використовували бельгійський адаптер Mecar 22 мм для гвинтівки Mauser K98k. Mecar також був виробником гвинтівкової гранати Energa, яку використовували з цим гранатометом. Крім того австрійська гвинтівка Steyr AUG також може стріляти 22 мм гранатами.